# Liste der Stolpersteine in den Marken

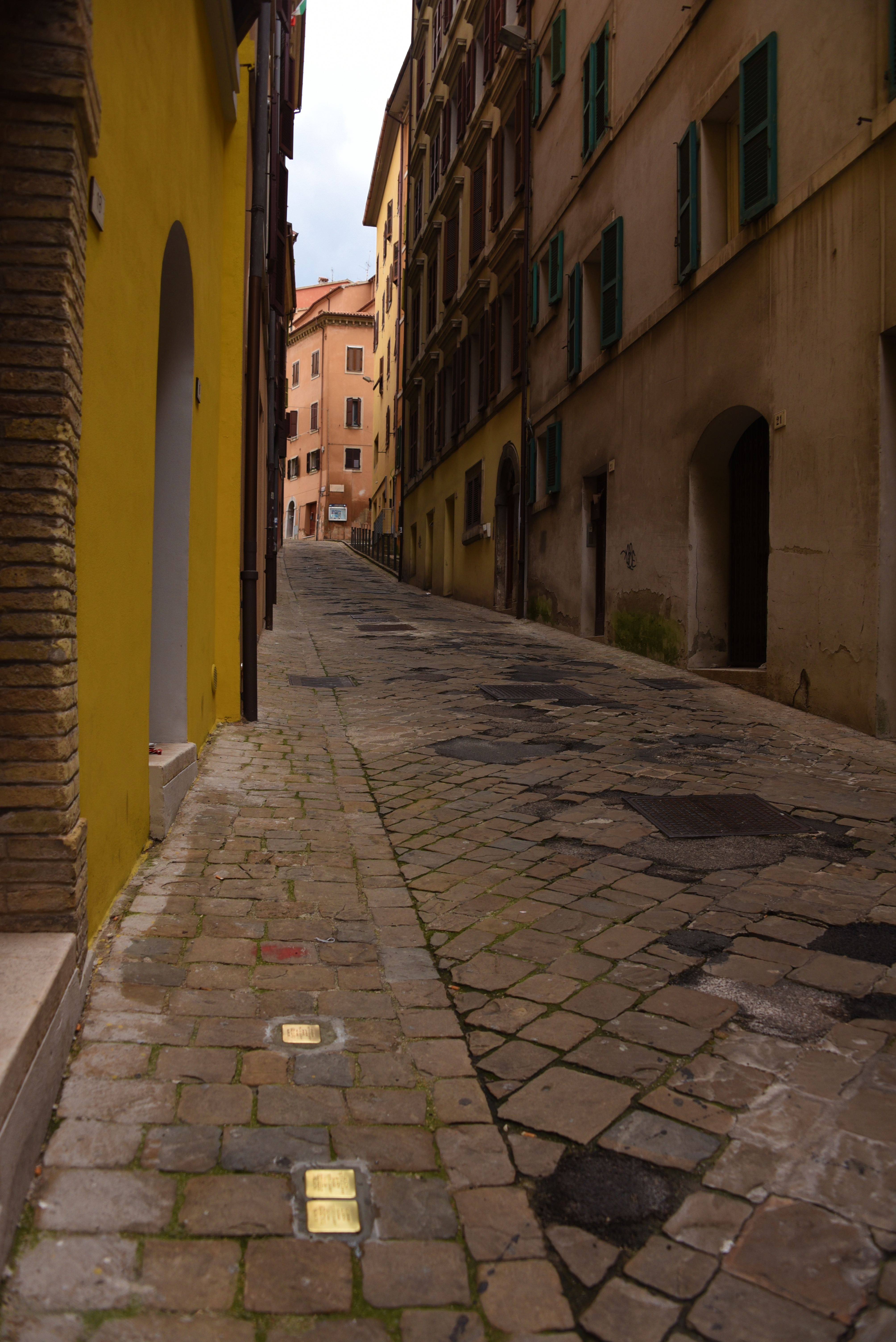
Stolpersteine in Ancona

Die Liste der Stolpersteine in den Marken enthält die Stolpersteine, die vom Kölner Künstler Gunter Demnig in der italienischen Region Marken verlegt wurden. Stolpersteine erinnern an das Schicksal der Menschen, die von den Nationalsozialisten ermordet, deportiert, vertrieben oder in den Suizid getrieben wurden.
Stolpersteine liegen im Regelfall vor dem letzten selbstgewählten Wohnsitz des Opfers. Die ersten Verlegungen in dieser Region erfolgten am 12. Januar 2017 in Ancona und Ostra Vetere. Die italienische Übersetzung des Begriffes Stolpersteine lautet: pietre d’inciampo.

## Verlegte Stolpersteine
Die Tabellen sind teilweise sortierbar; die Grundsortierung erfolgt alphabetisch nach dem Familiennamen.

### Ancona
In Ancona wurden 27 Stolpersteine an siebzehn Adressen verlegt.
| Stolperstein | Übersetzung                                                                                                  | Verlegeort                                                               | Name, Leben |
| ------------ | --- | ------------------------------------------------------------------------ | --- |
|              | HIER WOHNTE FERRUCCIO ASCOLI GEBOREN 1897 VERHAFTET 27.4.1944 DEPORTIERT AUSCHWITZ ERMORDET 30.8.1944        | Corso Giovanni Amendola, 51 · Ancona ·                                   | Ferruccio Ascoli wurde am 11. August 1897 in Ancona geboren. Seine Eltern waren Carlo Ascoli und Ida Vivanti. 1919 war er Gründer des nationalistischen Kreises Gabriele D’Annunzio. 1921 schloss er sein Jurastudium an der Universität von Meractera ab. Ursprünglich Monarchist und Kritiker Benito Mussolinis wurde er ab 1922 ein glühender Anhänger Mussolinis und beteiligte sich unter anderem an den Marsch auf Rom. Als Journalist verbreitete er das Gedankengut des faschistischen Regimes. Unter anderem gründete er zusammen mit Serafino Mazzolini die nationalistische Zeitschrift La Prora, arbeitete in leitender Funktion für ”Il Popolo di Ancona” und war Mitarbeiter der "L'Azione fascista". 1923 wurde er politischer Sekretär des Fascio von Ancona. In den Folgejahren übernahm er verschiedene öffentliche Ämter. Im Jahr 1928 beendete er ein weiteres Studium, Politikwissenschaften, an der Universität von Perugia. In Ancona war er einer der besten Propagandisten des faschistischen Regimes. Auf Grund seiner politischen Auslastung ließ er sich 1933 aus dem Anwaltsregister streichen. Die Italienischen Rassengesetze von 1938 setzten seiner politischen und journalistischen Karriere ein abruptes Ende, denn er war Jude und verlor alle Ämter und konnte auch nicht mehr als Journalist arbeiten oder Zeitungen leiten. Im August 1939 versuchte der Präfekt von Ancona schützend einzugreifen und schrieb an den Kommissar, forderte, dass die Rassengesetze nicht auf Ascoli und andere jüdische Faschisten angewendet werden sollen. Doch auch dies half Ascoli nichts, 1940 wird er vollends aus dem Orden der Journalisten ausgeschlossen. Er suchte Zuflucht und Schutz unter falschem Namen in Serrapetrona in der Provinz Macerata. Ascoli wurde am 27. April 1944 verhaftet und im Gefängnis von Macerata inhaftiert. Von dort kam er zuerst in das Lager von Sforzacosta, dann nach Pollenza. Am 31. März 1944 wurde er mit 43 anderen Juden in das Durchgangslager Fossoli überstellt und am 26. Juni 1944 mit Transport Nr. 13 in das KZ Auschwitz deportiert. Ferruccio Ascoli verlor dort am 30. August 1944. |
|              | HIER WOHNTE BRUNO CAGLI GEBOREN 1904 VERHAFTET 22.3.1944 DEPORTIERT AUSCHWITZ ERMORDET 30.11.1944            | Via Volturno, 2 Ancona                                                   | Antonio Bruno Cagli (1904–1944) |
|              | HIER WOHNTE EUGENIA CARCASSONI GEBOREN 1886 VERHAFTET 19.2.1944 DEPORTIERT AUSCHWITZ ERMORDET                | Via Astagno, 10 · Ancona ·                                               | Eugenia Carcassoni wurde am 14. November 1886 in Ancona geboren. Ihr Vater war Giacomo Carcassoni. Sie heiratete Guido Lowenthal , einen Straßenhändler Das Paar hatte zumindest drei Kinder, die Söhne Ivo und Alfio und eine Tochter. [ 3 ] Ihr Ehemann und der erstgeborene Sohn Ivo waren jahrelang interniert, weil sie im Verdacht standen, subversive Inschriften auf der Rückseite des Palazzo Littorio angebracht zu haben. Ihrem Sohn wurde darüber hinaus vorgeworfen, er habe am 17. Mai 1940, beim Verlassen einer Bäckerei, provokante Aussagen getätigt. Verdacht und Beschuldigung führten zur Internierung von Ehemann und Sohn in Isola del Gran Sasso , Gioia del Colle und schließlich in Urbisaglia . Sie blieben bis 25. Juli 1943 interniert. Nach der Machtergreifung deutscher Truppen in Mittel- und Norditalien flüchtete die Familie aufs Land, nach Appignano , in der Hoffnung, dort nicht aufzufallen. Am 19. Februar 1944 sollte Ivo Lowenthal seine Verlobte Zoè Stacchetti heiraten. Während der Hochzeitsvorbereitungen fuhr ein Polizeiwagen vor. Geistesgegenwärtig konnte der Bräutigam aus dem Fenster springen und über die Felder flüchten. Sein Vater wurde im Nachbarhaus versteckt, doch Eugenia Carcassoni, halbseitig gelähmt, konnte nicht mehr flüchten. Als Guido Lowenthal seine Frau schreien hörte, stellte er sich und wollte an ihrer Stelle verhaftet werden. Die Polizei arretierte aber beide. Die Eheleute wurde zuerst in Pollenza interniert, dann im Gefängnis von Macerata . Dann wurden sie in das Durchgangslager Fossoli überstellt und am 5. April 1944 mit dem Transport Nr. 9 in das Konzentrationslager Auschwitz-Birkenau deportiert. Eugenia Carcassoni überlebte die Strapazen des Transport, den Mangel an Wasser und Nahrung nicht. Sie starb im Viehwaggon während der Deportation. Unmittelbar nach der Ankunft in Birkenau am 10. April 1944 wurde Guido Lowenthal in einer der Gaskammern ermordet. [ 4 ] [ 5 ] Eugenia Carcassoni wird im Libro della Memoria von Liliana Picciotto über die aus Italien deportierten Juden, erschienen 2002 bei Ugo Mursia Editore, erwähnt. [ 6 ] |
|              | HIER WOHNTE DANTE COEN GEBOREN 1910 VERHAFTET 26.7.1944 DEPORTIERT AUSCHWITZ ERMORDET 4.4.1945 BUCHENWALD    | Via Astagno, 18 ·                                                        | Dante Coen wurde am 24. August 1910 in Ancona geboren. Er war der Sohn von Arrigo Coen (geboren 1879) und Ilde Portaleone (geboren 1881). Er hatte zumindest neun Brüder und vier Schwestern: Aldo (geboren 1899), Bruno (geboren 1905), Manfredo (geboren 1907), Attilio (geboren 1908), Nello (geboren 1909), Remo (geboren 1912), Umberto (geboren 1914), Franco (geboren 1915) und Enzo (geboren 1921), Romilde (geboren 1902), Dina (geboren 1913), Lina (geboren 1919) und Floretta (geboren 1924). Dante Coen ging nach Mailand, wo er als Händler arbeitete. Er heiratete Angelina Giustacchini. Gemeinsam mit seiner Frau eröffnete er ein Geschäft für Stoffe in der Via Donatello. Das Paar hatte vier Söhne und eine Tochter: Bruno Lorenzo (geboren 1935), Umberto (geboren 1936), Arnaldo (geboren 1939 in Brescia), Guido (geboren um 1942) und Ornella (geboren 1944 in Mailand). Obwohl er sich – nach der deutschen Machtergreifung in weiten Teilen Italiens – versteckte und mehrfach seinen Wohnort wechselte, wurde Dante Coen am Morgen des 26. Juli 1944 in Mailand von der SS in der Via Plinio 20 verhaftet. Er wurde in das Hauptquartier der SS im Hotel Regina gebracht und im San-Vittore-Gefängnis von Mailand inhaftiert. Am 2. August 1944 wurde er mit dem Transport Nr. 14 in das Vernichtungslager Auschwitz deportiert. Auch sein Bruder Umberto, verhaftet in Turin, befand sich in diesem Zug, der vom unterirdischen Bahnsteig 21 abfuhr. Nach vier Tagen kam der Transport in Auschwitz an. Coen überstand die Selektion und wurde mit der Nr. 190841 registriert. Dante Coen wurde am 4. April 1945 in Nordhausen, in einem Außenlager des KZ Buchenwald, ermordet. Zumindest zwei seiner Geschwister wurden ebenfalls ermordet. Seine Schwester Romilde und sein Bruder Umberto wurden beide in Auschwitz ermordet. Seine zwei jüngsten Kinder befanden sich zum Zeitpunkt der Verhaftung des Vaters ebenfalls im Haus, Ornella war erst 30 Tage alt und wurde getauft, sie arbeitete unter anderem für Fondazione CDEC. Die Söhne Umberto und Bruno Lorenzo waren versteckt in einem Priesterkollegium in Endine. |
|              | HIER WOHNTE ENRICA COEN GEBOREN 1888 VERHAFTET 18.10.1943 DEPORTIERT AUSCHWITZ ERMORDET 23.10.1944           | Corso Garibaldi, 28 ·                                                    | Enrica Coen wurde am 23. August 1888 in Ancona geboren. Ihre Eltern waren Giuseppe Coen und Elisa Volterra. Sie hatte zumindest eine Schwester, Edi (geboren 1881). Enrica Coen heiratete Mosè Coen. Am 18. Oktober 1943 wurde sie in Rom zusammen mit ihrer Schwester verhaftet. Sie wurden in Rom inhaftiert und am 18. Oktober 1943 mit dem Transport Nr. 2 in das Vernichtungslager Auschwitz deportiert. Der Transport langte am 23. Oktober 1943 in Auschwitz ein. Enrica Coen und ihre Schwester sowie deren Ehemann wurden noch am selben Tag ermordet. Ihr Ehemann wurde 1944 verhaftet und hat die Shoah ebenfalls nicht überlebt. |
|              | HIER WOHNTE MOSÈ COEN GEBOREN 1891 VERHAFTET 12.5.1944 DEPORTIERT AUSCHWITZ ERMORDET                         | Corso Garibaldi, 28 ·                                                    | Mosè Coen wurde am 24. November 1891 in Ancona geboren. Seine Eltern waren Giuseppe Coen und Elda Volterra. Mosè Coen wurde Koch. Er heiratete Enrica Coen. Am 12. Mai 1944 wurde er in Roma, wo er eine Trattoria hatte, verhaftet. Er würde im örtlichen Gefängnis inhaftiert, danach im Durchgangslager Fossoli. Am 26. Juni 1944 wurde er von dort mit dem Transport Nr. 13 in das Vernichtungslager Auschwitz deportiert. Der Transport kam am 30. Juni 1944 in Auschwitz an. Mosè Coen hat die Shoah nicht überlebt. Seine Ehefrau wurde bereits 1943 verhaftet und im Oktober 1943 zusammen mit seiner Schwägerin ermordet. |
|              | HIER WOHNTE ROMILDE COEN GEBOREN 1902 VERHAFTET 20.3.1944 DEPORTIERT AUSCHWITZ ERMORDET                      | Via Astagno, 18 ·                                                        | Romilde Coen wurde am 20. März 1902 in Ancona geboren. Sie war die Tochter von Arrigo Coen (geboren 1879) und Ilde Portaleone (geboren 1881). Sie hatte zumindest zehn Brüder und drei Schwestern, darunter Dante (geboren 1910) und Umberto (geboren 1914). Sie heiratete Federico Volterra, die Ehe hielt nicht. Romilde Coen wurde am 21. März 1944 in Caramagna Piemonte in der Provinz Cuneo verhaftet. Sie wurde im Gefängnis von Turin inhaftiert und später in das Durchgangslager Fossoli überstellt. Von dort wurden sie am 5. April 1944 mit Transport Nr. 9 in das Vernichtungslager Auschwitz deportiert. Der Transport kam am 10. April 1944 in Auschwitz an. Romilde Coen hat die Shoah nicht überlebt. Auch ihre Brüder Dante und Umberto wurden vom NS-Regime ermordet, Umberto ebenfalls in Auschwitz, Dante in den letzten Tagen des Regimes in Nordhausen. Ihr Ex-Mann wurde zwei Tage vor ihr ebenfalls in Turin verhaftet und mit demselben Transport wie Romilde Coen nach Auschwitz deportiert. Federico Volterra wurde dort am 31. Mai 1944 ermordet. |
|              | HIER WOHNTE UMBERTO COEN GEBOREN 1914 VERHAFTET 18.3.1944 DEPORTIERT AUSCHWITZ ERMORDET 21.4.1945 MAUTHAUSEN | Via Astagno, 18 ·                                                        | Umberto Coen wurde am 24. August 1910 in Ancona geboren. Er war der Sohn von Arrigo Coen (geboren 1879) und Ilde Portaleone (geboren 1881). Er hatte zumindest neun Brüder und vier Schwestern: Aldo (geboren 1899), Bruno (geboren 1905), Manfredo (geboren 1907), Attilio (geboren 1908), Nello (geboren 1909), Remo (geboren 1912), Umberto (geboren 1914), Franco (geboren 1915) und Enzo (geboren 1921), Romilde (geboren 1902), Dina (geboren 1913), Lina (geboren 1919) und Floretta (geboren 1924). Umberto Coen heiratete Matilde Negro. Am 18. März 1944 wurde er in Turin verhaftet und im örtlichen Gefängnis inhaftiert. Seine Schwester Romilde wurde drei Tage nach ihm im selben Gefängnis inhaftiert, ein Ex-Schwager wurde ebenfalls am selben Tag wie Umberto inhaftiert. Alle drei wurden in das Durchgangslager Fossoli überstellt. Seine Schwester und sein Ex-Schwager wurden von dort am 5. April 1944 mit dem Transport Nr. 5 in das Vernichtungslager Auschwitz deportiert. Er selbst wurde am 2. August 1944 mit dem Transport Nr. 14 in das Vernichtungslager Auschwitz deportiert. Auch sein Bruder Dante, verhaftet in Turin und inhaftiert in Mailand, befand sich in diesem Zug, der vom unterirdischen Bahnsteig 21 des Mailänder Bahnhofs abfuhr. Der Transport langte vier Tage später in Auschwitz ein. Er und sein Bruder überstanden die Selektion und wurden zur Zwangsarbeit eingeteilt. Umberto Coen wurde am 21. April 1945 in Mauthausen ermordet. Seine Schwester Romilde wurde in Auschwitz ermordet, sein Bruder Umberto in Nordhausen. |
|              | HIER WOHNTE FRANCO COEN BENINFANTE GEBOREN 1902 VERHAFTET 29.11.1943 DEPORTIERT AUSCHWITZ ERMORDET 15.8.1944 | Via Della Loggia, 1 ·                                                    | Franco Coen Beninfante wurde am 29. Juni 1902 in Ancona geboren. Seine Eltern waren Pacifico Coen Beninfante und Clara Volterra. Er hatte zumindest zwei Geschwister, Lucio (geboren 1906) und Renzo (geboren 1910). Franco Coen Beninfante wurde am 29. November 1943 in Pino (Varese) verhaftet. Er wurde im Gefängnis von Mailand inhaftiert und von dort am 30. Januar 1944 mit dem Transport Nr. 6 ins Vernichtungslager Auschwitz deportiert. Der Transport kam dort am 6. Februar 1944 an. Beninfante wurde mit der Nummer 173413 im Lagerregisteriert. Franco Coen Beninfante wurde am 15. August 1944 ermordet. Auch seine zwei Brüder Renzo und Lucio haben die Shoah nicht überlebt. |
|              | HIER WOHNTE LUCIO COEN BENINFANTE GEBOREN 1906 VERHAFTET 30.4.1944 DEPORTIERT AUSCHWITZ ERMORDET 6.9.1944    | Via Della Loggia, 1 ·                                                    | Lucio Coen Beninfante wurde am 13. Dezember 1906 in Ancona geboren. Seine Eltern waren Pacifico Coen Beninfante und Clara Volterra. Er hatte zumindest zwei Geschwister, Franco (geboren 1902) und Renzo (geboren 1910). Lucio Coen Beninfante wurde am 30. April 1944 in Rom verhaftet und im örtlichen Gefängnis inhaftiert. Von dort wurde er ins Durchgangslager Fossoli überstellt. Am 26. Juni 1944 wurde er mit dem Transport Nr. 13 in das Vernichtungslager Auschwitz deportiert. Vier Tage später langte der Transport in Auschwitz ein. Beninfante wurde mit der Nummer A-15709 für das Lager registriert. Lucio Coen Beninfante wurde wenige Wochen später, am 30. April 1944, in Auschwitz ermordet. Auch seine zwei Brüder Renzo und Franco haben die Shoah nicht überlebt. |
|              | HIER WOHNTE RENZO COEN BENINFANTE GEBOREN 1910 VERHAFTET 11.10.1943 DEPORTIERT AUSCHWITZ ERMORDET            | Via Della Loggia, 1 ·                                                    | Renzo Coen Beninfante wurde am 3. Juni 1910 in Ancona geboren. Seine Eltern waren Pacifico Coen Beninfante und Clara Volterra. Er hatte zumindest zwei Geschwister, Franco (geboren 1902) und Lucio (geboren 1906). Renzo Coen Beninfante war Musiker. Er wurde am 11. Oktober 1943 in Dumenza, nahe der Schweizer Grenze, verhaftet, zuerst in Varese inhaftiert, dann in Mailand. Am 6. Dezember 1943 wurde er mit dem Transport Nr. 5 in das Vernichtungslager Auschwitz deportiert. Fünf Tage später langte der Transport in Auschwitz ein. Renzo Coen Beninfante hat die Shoah nicht überlebt. Auch seine zwei Brüder Lucio und Franco haben die Shoah nicht überlebt. |
|              | HIER WOHNTE ACHILLE GUGLIELMI GEBOREN 1879 STARB 4.12.1943 WÄHREND DER VERHAFTUNG CASTIGLIONE DEI PEPOLI     | Via Santa Margherita, 5 · Villa Gusso ·                                  | Achille Guglielmi wurde am 23. März 1879 in Urbino geboren. Seine Eltern waren Gustavo Guglielmi und Amelia Beer. Er studierte Medizin und Chirurgie in Bologna, promovierte im Jahr 1903 und praktizierte danach in Mailand, spezialisiert auf Geburtshilfe und Gynäkologie. Er besaß Land in der Umgebung Anconas. Guglielmi war mit Elsa Zamorani verheiratet. Das Paar hatte zwei Söhne, Gustavo (geboren 1908) und Gino (geboren 1911). Anfang der 1920er Jahre eröffnete er gemeinsam mit Professor Alberto Caucci in der Villa Bianca von Ancona ein Pflegeheim. Auf einem seiner Grundstücke nahe Ancona richtete er eine Lungenheilstätte für Kinder ein, die an Rachitis litten. Er wurde von der Croce Rossa Italiana, dem Italienischen Roten Kreuz, für seine Verdienste in der Sozialmedizin ausgezeichnet, da er vielen armen Frauen und Kindern helfen konnte. 1931 wurde er Präsident der Ärztevereinigung von Ancona, eine Funktion, die er im Jahr 1938 aufgrund der damals neuen Italienischen Rassengesetze abgeben musste. Im Juni 1940 wurde Achille Guglielmi interniert, zuerst in Camerino, dann in Montefalco, im Dezember 1941 wurde er dann in Fano interniert, seine Frau und sein Sohn Gino dürfen ihn immer wieder mal besuchen. Auf Grund seines Gesundheitszustandes wird ein Freispruch in Aussicht gestellt, doch müsste er um Erlaubnis anfragen, bevor er sich einen Wohnsitz nimmt und er darf nicht nach Ancona zurück. Im Juni 1942 teilte der Präfekt dem Innenminister mit, dass Guglielmi eine Villa im Wert von mehr als einer Million Lire an einen Kollegen verkauft habe, der dort ein Pflegeheim errichten werde. Am 24. Juli 1942 wurde die Internierung durch einen Gnadenerlass des Duce aufgehoben. Er ersuchte darum, sich in Fano niederlassen zu dürfen. Am 1. August 1942 beantragt er, sich nach Chianciano Terme begeben zu dürfen, zwecks eines Kuraufenthalten in den dortigen Thermalbädern. Achille Guglielmi verlor sein Leben während seiner Verhaftung am 4. Dezember 1943 in Castiglione dei Pepoli. TM Notizie schreibt, er habe mutmaßlich einen Herzinfarkt erlitten, als die Polizisten auch Frau und Sohn verhaften wollten. Seine Frau Elsa und sein Sohn Gino wurden tatsächlich ebenfalls verhaftet, höchstwahrscheinlich zusammen mit Achille Guglielmi. Über den Zeitpunkt der Verhaftung gibt es unterschiedliche Angaben. Beide wurden vom NS-Regime im Januar/Februar 1944 nach Auschwitz deportiert und im Rahmen der Shoah ermordet. Sein Sohn Gustavo war Arzt, konnte nach Inkrafttreten der Rassengesetze ebenfalls nicht mehr praktizieren. Er überlebte, da er mit einer Frau "arischer Abstammung" verheiratet war. Die Immobilien von Achille Guglielmi wurden bereits 25 Tage nach seinem Tod beschlagnahmt und den Istituti Riuniti Assistenza Beneficenza (IRAB), einer faschistischen Wohlfahrtsbehörde, übergeben. |
|              | HIER WOHNTE GINO GUGLIELMI GEBOREN 1911 VERHAFTET 5.12.1943 DEPORTIERT AUSCHWITZ ERMORDET 6.2.1944           | Via Santa Margherita, 5 · Villa Gusso ·                                  | Gino Guglielmi wurde am 18. September 1911 in Ancona geboren. Seine Eltern waren der Arzt Achille Guglielmi und Elsa Zamorani. Er hatte einen Bruder, Giuseppe. Gino Guglielmo absolvierte ein Studium der Rechtswissenschaften, praktizierte jedoch nicht als Jurist. Er lebte vom Ertrag des Grundbesitzes seines Vaters, der lange Zeit interniert war und erst am 24. Juli 1942 enthaftet wurde. Ab November 1942 lebte Gino Guglielmi in Bologna, in der Via Emilia Ponente, 291. Ab September 1943 lebte er in der elterlichen Villa in Castiglione dei Pepoli. Im Januar 1944 wurden er und seine Mutter von den Carabinieri der Station Castiglione dei Pepoli verhaftet, auf Anordnung des Polizeipräsidiums von Bologna. Es gibt verschiedene Angaben zum Datum, die Verhaftung erfolgte wohl zwischen dem 3. und 5. Januar. Ginos Bruder blieb, weil mit einer sogenannt "arischen" Frau verheiratet, vorerst auf freiem Fuß. Gino Gugliemi und seine Mutter wurden zuerst im Gefängnis von Bologna inhaftiert, dann in das San-Vittore-Gefängnis von Mailand transferiert und von dort am 30. Januar 1944 mit Transport Nr. 6 in das Vernichtungslager Auschwitz deportiert. Gino Guglielmi und seine Mutter wurden unmittelbar nach ihrer Ankunft am 6. Februar 1944 in einer der Gaskammern ermordet. An Mutter und Sohn erinnert ein Gedenkstein für die Opfer der Shoah aus Bologna, der von der dortigen Israelitischen Glaubensgemeinde in der Via Mario Finzi errichtet wurde. |
|              | HIER WOHNTE ANDREA LORENZETTI GEBOREN 1907 VERHAFTET 10.3.1944 DEPORTIERT MAUTHAUSEN VERHUNGERT 15.5.1945    | Piazza Camillo Benso di Cavour, 10 ·                                     | Andrea Lorenzetti wurde am 17. Mai 1907 in Ancona geboren. Sein Vater war Handelsvertreter, seine Mutter Hausfrau. Lorenzetti hatte zumindest eine Schwester und war verheiratet. Er hatte mit seiner Frau den Sohn Guido. Andrea Lorenzetti wurde Buchhalter und arbeitete in einer Bank in Ancona, zieht später nach Mailand, wo er am Crédit Commercial de France arbeitet, ab 1934 war er Börsenmakler. Drei Jahre später wurde er zum Prokurator befördert, er wollte diese Stelle ablehnen, so er der Faschistischen Partei hätte beitreten müssen. Ab 1942 nimmt er an geheimen Treffen zur Neugründung der Partito Socialista Italiano (PSI) teil. Er nahm an Treffen mit Vertretern des sich bildenden Comitato di Liberazione Nazionale (Komitee der nationalen Befreiung) teil, Ziel war es, die deutsche Besetzung Italiens zu verhindern. Lorenzetti engagiert sich auch bei der Verbreitung der sozialistischen Zeitung Avanti!, die vom September 1943 bis Mai 1944 heimlich gedruckt, es erschienen 28 Ausgaben. Ab Ende 1943 war er Mitglied der Comitato di Liberazione Nazionale. Am 1. März 1944 kam es im von Hitler besetzten Norditalien zu einem Generalstreik, hunderttausende Arbeiter legten die Arbeit nieder. Mitorganisator dieses Streiks war Andrea Lorenzetti mit Hilfe weiterer Parteikollegen. Am 10. März 1944 wurde er verhaftet und im San-Vittore-Gefängnis inhaftiert. Bis zum 27. April 1944 musste er dort in Isolationshaft verbringen, dann wurde er ins Durchgangslager Fossoli überstellt. Im August desselben Jahren wurde er in das Durchgangslager Bozen gebracht, wo er nach wenigen Tagen in das KZ Gusen deportiert wurde. Er erlebte noch die Befreiung des Lagers. Andre Lorenzetti starb am 15. Mai 1945 in einem Krankenhaus der US Army in Gusen an den Folgen seiner KZ-Gefangenschaft. Kurz vor seinem Tod diktierte er noch einen Brief für seine Familie: „Ich wünsche, dass Guido nach den Grundsätzen erzogen wird, die mein Leben leiteten. Ich bitte meine Lieben, mir den Schmerz zu verzeihen, den ich ihnen zugefügt habe, ich bereue nichts von dem, was ich getan habe, obwohl ich so sehr gelitten habe, ich wäre bereit, wieder von vorne zu beginnen, deshalb bemitleide ich mich nicht.“ Sein Sohn Guido veröffentlichte 2017 das Buch "Andrea Lorenzetti: prigioniero dei nazisti, libero sempre. Lettere da San Vittore e da Fossoli. Marzo - luglio 1944", es enthält Briefe seines Vaters, die er aus den Gefängnissen und Lagern an die Familie schickte. Im Jahr 2018 erinnerte eine Ausstellung in Ancona an Lorenzetti. |
|              | HIER WOHNTE GUIDO LOWENTHAL GEBOREN 1882 VERHAFTET 19.2.1944 DEPORTIERT AUSCHWITZ ERMORDET 10.4.1944         | Via Astagno, 10 ·                                                        | Guido Lowenthal wurde am 12. März 1882 in Mailand geboren. Seine Eltern waren Carlo Löwenthal und Eugenia Piazza. Guido Lowenthal war Straßenhändler und mit Eugenia Carcassoni verheiratet. Das Paar hatte zumindest drei Kinder, die Söhne Ivo und Alfio und eine Tochter. Die Italienischen Rassengesetze betrafen die Familie besonders hart, denn das Familienoberhaupt verlor seine Lizenz. Er wurde darüber hinaus auch gemeinsam mit dem ältesten Sohn interniert, zuerst in Isola del Gran Sasso, dann in Gioia del Colle, schließlich in Urbisaglia. Lowenthal und sein Sohn standen im Verdacht subversive Inschriften auf der Rückseite des Palazzo Littorio angebracht zu haben. Seinem Sohn wurde darüber hinaus vorgeworfen, er habe am 17. Mai 1940, beim Verlassen einer Bäckerei, provokante Aussagen getätigt. Beide blieben bis 25. Juli 1943 interniert. Aufgrund der starken Präsenz deutscher Streitkräfte in Ancona nach der Machtergreifung des NS-Regimes in Mittel- und Norditalien beschloss Guido Lowenthal sich und seine Familie in Appignano in Sicherheit zu bringen, 40 Kilometer südwestlich von Ancona, im Landesinneren gelegen. Für den 19. Februar 1944 war die Hochzeit von Ivo Löwenthal und Zoè Stacchetti geplant, als ein Polizeiwagen vorfuhr und alle Juden verhaftet werden sollten. Ivo konnte aus dem Fenster springen und über die Felder flüchten, Guido wurde im Nachbarhaus versteckt. Nicht flüchten konnte seine Ehefrau, weil sie halbseitig gelähmt war. Als Guido Lowenthal die Schreie seiner Frau hörte, stellte er sich und wollte an ihrer Stelle verhaftet werden. Die Polizei nahm aber beide mit. Das Ehepaar wurde zuerst in Pollenza interniert, dann im Gefängnis von Macerata und von dort wurden sie in das Durchgangslager Fossoli überstellt. Am 5. April 1944 wurden beide mit dem Transport Nr. 9 in das Konzentrationslager Auschwitz-Birkenau deportiert. Seine Ehefrau überlebte die Strapazen des Transport nicht. Sie starb im Viehwaggon während der Deportation. Guido Lowenthal wurde unmittelbar nach der Ankunft in Birkenau in einer der Gaskammern ermordet. |
|              | HIER WOHNTE NELLA MONTEFIORI GEBOREN 1905 VERHAFTET 16.10.1943 DEPORTIERT AUSCHWITZ ERMORDET 23.10.1943      | Via Goito, 2 ·                                                           | Nella Montefiori wurde am 1. September 1905 in Ancona geboren. Ihre Eltern waren der Oberstleutnant Gino Montefiori und Elisa Montefiori. Sie hatte eine Schwester, Ada. Montefiori war Grundschullehrerin. Nach dem Inkraffteten der italienischen Rassegesetze 1938 zog sie mit ihrer Schwester nach Rom. Während der Judenrazzia in Rom am 16. Oktober 1943 wurde sie in der via Cola di Rienzo verhaftet. Zwei Tage später wurde sie mit dem Transport Nr. 2 nach Auschwitz deportiert. Nella Montefiori wurde dort am 23. Oktober 1943, wenige Stunden nach der Ankunft des Transportes, ermordet. Ihre Schwester Ada war gemeinsam mit Nella Montefiori unterwegs, als es zur Verhaftung kam, konnte aber fliehen und überlebte die Shoah. Ein weiterer Stolperstein erinnert in Rom an das Schicksal der Lehrerin. |
|              | HIER WOHNTE LAMBERTO MORBIDELLI GEBOREN 1910 VERHAFTET 9.9.1943 ALBANIEN DEPORTIERT SCHLESWIG TOT 2.11.1943  | Via Esino, 90 Ancona                                                     | Alberto Morbidelli (1910–1943) |
|              | HIER WURDE GEBOREN VITTORIA NENNI 1915 VERHAFTET 23.6.1942 DEPORTIERT AUSCHWITZ ERMORDET 15.7.1943           | Via delle Fornaci Comunali, 9 ·                                          | Vittoria Nenni, Spitzname Vivà, wurde am 31. Oktober 1915 in Ancona geboren. Ihr Vater war der sozialistische Führer Pietro Nenni. Vittoria Nenni war das dritte und letzte Kind der Familie. Als sie 1926 zuerst auf dem Schulweg von Faschisten terrorisiert wird und dann auch noch die Wohnung der Familie verwüstet wird, entschließt sich ihr Vater zum Emigration nach Frankreich. Dort heiratete Vittoria Nenni kurz vor Ausbruch des Krieges Henri Daubeuf. Beide waren im Untergrund tätig und wurden im Juni 1942 festgenommen. Am 11. August 1942 wurde ihr Ehemann erschossen, sie selber war zuerst im Fort Romainville inhaftiert und wurde dann nach Auschwitz deportiert. Der Transport langte am 23. Januar 1943 dort ein. Nenni wurde zur Zwangsarbeit eingeteilt, die Nummer 31635 wurde ihr eintätowiert. Vittoria Nenni verlor am 15. Juli 1943 ihr Leben in Auschwitz. Ihr Vater erhielt am 30. Januar 1943 eine Postkarte, die wahrscheinlich aus einem Zugfenster geworfen wurde („Nous nous Reverons ! (Wir werden uns wiedersehen)). Dies sollte sich nie erfüllen, er erhielt erst am 20. Mai 1945 die Nachricht durch den italienischen Botschafter in Frankreich, dass seine Tochter nicht mehr lebte. Sie hätte durch Beanspruchung der italienischen Staatsbürgerschaft wohl die Abschiebung nach Deutschland verhindern können, doch lehnte sie dies ab, um das Schicksal ihr Gefährten und Mitkämpfer zu teilen. Kurz vor ihrem Tod gab sie an Mitgefangene noch eine mündliche Nachricht an ihren Vater, diese Worte sind in Auschwitz an einen Schrein graviert, der an sie erinnert: "Sag meinem Vater, dass ich nie den Mut verloren habe und nichts bereue". Auch im Märtyrerwald in der Nähe von Jerusalem erinnert eine Gedenktafel an das Schicksal der Widerstandskämpferin. Des Weiteren sind Straßen sind in Italien nach ihr benannt. Ihr Vater schrieb das Buch “Vivà, la figlia di Pietro Nenni dalla Resistenza ad Auschwitz”. |
|              | HIER ARBEITETE ALBERTO PACIFICI GEBOREN 1870 VERHAFTET 23.5.1944 DEPORTIERT AUSCHWITZ ERMORDET 30.6.1944     | Via Bernabei, 12 ·                                                       | Alberto Pacifici wurde am 18. Oktober 1870 in Florenz geboren. Sein Vater war Angelo Pacifici. Er wurde Rabbiner und heiratete Elena Levi. Das Paar hatte zwei Töchter: Emma (geboren 1899 in Florenz) und Ada (geboren 1907 in Siena). Von 1904 bis 1906 war er Rabbiner von Pesaro, danach vier Jahre lang von Siena. Ab 1920 wirkte er als Vize-Rabbiner von Senigallia. Schließlich war er auch Chasan von Ancona. Am 23. Mai 1944 wurde er in Florenz verhaftet, zwei Tage später auch seine Töchter. Sie wurden zuerst im Gefängnis von Florenz inhaftiert und dann in das Durchgangslager Fossoli überstellt. Am 26. Juni 1944 wurden Pacifici zusammen mit seinen Töchtern mit dem Transport Nr. 13 in das Vernichtungslager Auschwitz deportiert. Unmittelbar nach der Ankunft am 30. Juni 1944 wurden Alberto Pacifici und seine jüngere Tochter Ada in einer der Gaskammern von Auschwitz ermordet. Seine ältere Tochter Emma Pacifici wurde zur Zwangsarbeit eingeteilt. Sie wurde am 27. Januar 1945 von der Roten Armee befreit. |
|              | HIER WOHNTE ALVARO PIETRUCCI GEBOREN 1901 VERHAFTET MÄRZ 1944 DEPORTIERT MAUTHAUSEN ERMORDET 22.4.1945 GUSEN | Corso Carlo Alberto, 68 Ancona                                           | Alvaro Pietrucci (1901–1945) |
|              | HIER ARBEITETE GIACOMO RUSSI JG. 1888 VERHAFTET 22.9.1943 DEPORTIERT MEPPEN ERMORDET                         | Corso Giovanni Amendola, 51 · Ancona ·                                   | Giacomo Russi wurde am 19. Februar 1888 oder 1889 in Ancona geboren. Seine Eltern waren Davide Russi und Sara Moscato. Er hatte einen Bruder, Franco. Die Familie stammte aus Dalmatien und gehörte der jüdischen Gemeinde an. Giacomo Russi wurde Mitbesitzer des väterlichen Pharmazeutika-Unternehmens und heiratete Giuseppina Favali. Das Paar hatte zwei Kinder, Sergio (geboren 1923) und Franca Luisa. Auch sein Sohn trat in das Familienunternehmen ein. Giacomo Russi und sein Sohn Sergio wurden am 22. September 1943 in Camerano von NS-Schergen aufgespürt und in einem Lastwagen abtransportiert. Sie kamen zuerst in das Gefängnis von Ancona und wurden dann in das Lager Versen in Meppen deportiert, eines der Emslandlager an der niederländischen Grenze. Es war ein Lager der Zerstörung und Vernichtung. Es gab keine Decken, keine Unterwäsche, keine richtigen Schuhe. Die Gefangenen schliefen in Strohbetten, schutzlos der Kälte ausgesetzt, sie mussten holländische Holzpantoffeln tragen. Infektiöse Krankheiten wüteten, beispielsweise Tuberkulose und Dysenterie. Die Häftlinge wurden von Wanzen und Läusen gequält, viele hatten Brandwunden. Hunger war allgegenwärtig, Lebensmittel waren knapp und oft verdorben. Giacomo Russi war in der Krankenstation beschäftigt. Am 26. Juli 1944 sollten er und seom Sohn in ein anderes Lager verlegt werden. Giacomo Russi und Sergio Russi wurden mutmaßlich an diesem Tag ermordet. 2008 wurde am Kommunalfriedhof von Ancona ein Denkmal für ihn und seinen Sohn errichtet. Des Weiteren erinnert eine Straße in Ancona, die Via Giacomo e Sergio Russi, an die beiden Opfer der Shoah. Im Archiv des CDEC findet sich eine Fotografie von Vater und Sohn. |
|              | HIER ARBEITETE SERGIO RUSSI JG. 1923 VERHAFTET 22.9.1943 DEPORTIERT MEPPEN ERMORDET                          | Corso Giovanni Amendola, 51 ·                                            | Sergio Russi wurde am 16. August 1923 in Ancona geboren. Seine Eltern waren Giacomo Russi und Giuseppina Favali. Er hatte eine Schwester, Franca Luisa. Im Familienbesitz befand sich ein florierendes Pharmaunternehmen, geleitet von Großvater und Vater. Auch Sergio Russi trat in den Betrieb ein. Während der deutschen Besatzung Italiens zog sich die Familie in die kleine Ortschaft Camerano zurück, 13 km südlich von Ancona. Dort wurde Sergio Russi und sein am 22. September 1943 aufgespürt, verhaftet und in einem Lastwagen abtransportiert. Sie kamen zuerst in das Gefängnis von Ancona und wurden dann in das Lager Versen in Meppen deportiert, eines der Emslandlager an der niederländischen Grenze. Die zuvor gutsituierten Männer waren plötzlich mit Hunger, Kälte und Krankheit konfrontiert. Im Lager herrschte großes Leid, es gab keine Decken, keine Unterwäsche, keine richtigen Schuhe. Die Häftlinge wurden von Wanzen und Läusen gequält, es wüteten Tuberkulose und Dysenterie. Am 26. Juli 1944 sollten er und sein Vater in ein anderes Lager verlegt werden. Sergio Russi und sein Vater wurden mutmaßlich an diesem Tag ermordet. Die Stadt Ancona gedenkt Vater und Sohn auf mehrfache Art - durch Benennung einer Straße in deren Namen, durch Errichtung eines Denkmals am Kommunalfriedhof und durch Verlegung von zwei Stolpersteinen. Ein Portraitfoto von Sergio Russi findet sich in den Archiven von Yad Vashem. |
|              | HIER WOHNTE CLARA SERENO GEBOREN 1911 VERHAFTET 16.10.1943 DEPORTIERT AUSCHWITZ ERMORDET                     | Corso Garibaldi, 40 Ancona                                               | Clara Sereno (1911–1943/45) |
|              | HIER WOHNTE PIERO SONNINO GEBOREN 1900 VERHAFTET 25.12.1943 DEPORTIERT AUSCHWITZ ERMORDET 20.1.1945          | Corso Garibaldi, 19 · Ancona ·                                           | Piero Sonnino wurde am 10. Dezember 1900 in Ancona geboren. Seine Eltern waren Alfredo Sonino und Margherita Coen. Er hatte zwei jüngere Brüder, Bruno und Renzo. Sonnino studierte an der Universität von Venedig an der Fakultät für Wirtschafts- und Handelswissenschaften. Nach dem Tod seines Vaters führt er mit seinen Brüdern ein Unternehmen in der Textilbranche, die Fabrik befand sich in Mailand in der Via Bergamo und trug den Namen seines Vaters. Die Firma war erfolgreich und auch auf der Mailänder Messe 1936 vertreten. Nach Kriegsbeginn wurde die Fabrik bei den ersten Bombenanschlägen zerstört, es wurde eine neue Fabrik erworben, die Cotonificio Cantoni in Besozzo. Piero Sinnino hatte am 12. Dezember 1930 die aus Bukarest stammende Natalina Bresner geheiratet. Ende 1943 entschloss sich das Paar zur Flucht in die Schweiz, Bresner war zu dem Zeitpunkt schwanger und es gab bereits drei Kinder, Alfredo, Alberto und Nathan. In Pino, an der Schweizer Grenze, wurde die Familie am 25. Dezember 1943 verhaftet. Seine Frau und die drei Kinder konnten weiter flüchten, seine Tochter Paola wurde dort geboren. Die Flucht gelang, in der Schweiz wurde Tochter Paola geboren. Piero Sonnino wurde zuerst im Gefängnis von Varese inhaftiert, dann ins Durchgangslager Fossoli überstellt. Am 5. April 1944 wurde er mit dem Transport Nr. 9 nach Auschwitz deportiert. Im Januar 1945 wurde das Lager geräumt, die Gefangenen mussten sich auf einen Todesmarsch ins KZ Buchenwald begeben. Piero Sonnino verlor während des Marsches, am 20. Januar 1945, sein Leben. Er lernte seine Tochter Paola nie kennen. Die Fabrik der Brüder wurde im Januar 1944 beschlagnahmt. Ein weiterer Stolperstein erinnert in Mailand an sein Schicksal. |
|              | HIER WOHNTE DANTE STURBINI GEBOREN 1904 VERHAFTET SEPT. 1943 DEPORTIERT NEUENGAMME ERMORDET 14.3.1944        | Piazza del Plebiscito zwischen 40 und 41 ·                               | Dante Sturbini wurde am 15. September 1904 in Ancona geboren. Er hatte zwei ältere Brüder und eine ältere Schwester, Maria. Sturbini war Arbeiter. Im September 1943, nach dem Waffenstillstand von Cassibile, wurde er in Triest verhaftet, weil er den Eid auf Hitlers Marionettenregierung verweigert hatte. Er wurde zuerst auf österreichischem Territorium gefangen gehalten und dann im Oktober 1943 von Wien aus, gemeinsam mit 47 weiteren italienischen Kriegsgefangenen, in das KZ Neuengamme in Hamburg deportiert. Er wurde mit der Nummer 23628 registriert und zur Zwangsarbeit im Außenlager Drütte in Salzgitter überstellt. Dort herrschten großer Hunger, Kälte, miserable Hygiene und Schwerstarbeit in der Munitionsherstellung. Die Häftlinge wurden in drei Schichten eingesetzt, waren in der Arbeit Hitze und giftigen Dämpfen ausgesetzt, ohne Schutzbekleidung. Dante Sturbini wurde am 14. März 1944 erschossen, nachdem er beim Versuch des Diebstahls von Kartoffelschalen gefasst wurde, die er für sich und seine Mithäftlinge "organisieren" wollte. Eine andere Variante seines Todes, die offizielle, schilderte seine Großnichte: Laut den Akten starb er um 20:10 dieses Tages an einer Lungenentzündung auf beiden Lungenflügeln. Sein Leichnam wurde am 17. März 1944 im Friedhof für Fremde in Jammertal bestattet. Mitte der 1950er Jahre wurde er exhumiert und am Italienischen Kriegerfriedhof in Hamburg-Öjendorf erneut bestattet. Die Grabstelle befindet sich im riquadro 2, fila R, tomba 24 (Abschnitt 2, Reihe R, Grab 24). Die Beschriftung lautet irrtümlich STORBINI. Die Anerkennung in der Heimat kam spät. Am 30. Januar 2018 wurde ihm postum eine Ehrenmedaille verliehen, am 25. Januar 2020 wurde der Stolperstein verlegt. |
|              | HIER WOHNTE GINO TOMMASI GEBOREN 1895 VERHAFTET 9.2.1944 DEPORTIERT MAUTHAUSEN ERMORDET 5.5.1945             | Via Isonzo, gegenüber Nr. 146 · beim Schild Halten und Parken verboten · | Gino Tommasi wurde am 19. September 1895 in Ancona geboren. Nach seinem Abitur begann er ein Studium an der Universität für mathematische Studien in Bologna. Nach einer Unterbrechung des Studiums, weil er im Ersten Weltkrieg dienen musste, er war Unterleutnant, schloss er 1920 als Architekt und Ingenieur ab. Im Jahr 1923 heiratete er Alma Vecchini, das Paar hatte drei Kinder: Giorgio, Paolo und Gigliola. Seit 1922 war er Gegner der Faschisten, wurde an seiner Berufsausübung gehindert und von den Schwarzhemden immer wieder angegriffen. Tommasi war Mitglied der kommunistischen Partei und kämpfte im Widerstand unter dem Kampfnamen Annibale. Er war Kommandant der Guardia Nazionale und organisierte den Widerstandskampf in den Marken. Gino Tommasi wurde verraten und am 9. Februar 1944 in seinem Haus verhaftet. Nach seiner Inhaftierung in Pesaro wurde er der deutschen Polizei in Forli ausgeliefert, die ihn folterte. Nachdem er standhaft blieb und seine Kameraden nicht verriet, wurde er in Macerata einen deutschen Kriegsgericht übergeben. Tommasi wurde freigesprochen bezüglich der Anschuldigung Anführer des Widerstandes zu sein, doch als Feind des Reiches zu einer Haftstrafe im Konzentrationslager verurteilt. Vom Durchgangslager Fossoli wurde er am 21. Juni 1944 in das KZ Mauthausen deportiert. Er wurde zur Zwangsarbeit eingeteilt und, nach einer kurzen Zeit im KZ Gusen, am 5. Juli 1944 in das KZ Wiener Neustadt überstellt. Zuerst arbeitete in den Rax-Werken, hier wurden Güter für die deutsche Marine hergestellt, dann musste er in einer Eisenbahnwerkstatt arbeiten. Im Lager blieb er sich treu, hielt politische Reden, ignorierte die Gefahr durch Strafen oder ein Todesurteil, wurde aber zusehends kränker, er litt an Beinödemen und im Lager gab es kaum Nahrung. Schließlich wurde er ins Lager Gusen zurückgebracht. Gino Tommasi verlor dort am 5. Mai 1945, am Tag der offiziellen Befreiung des Lagers, sein Leben. Er rief kurz vor seinem Tod seine Kameraden auf, weiter für ein freies demokratisches Italien zu kämpfen. Eine Straße in Ancona trägt seit 1951 seinen Namen, ihm wurde postum die Medaglia d'oro al valor militare verliehen. |
|              | HIER WOHNTE ELSA ZAMORANI GEBOREN 1883 VERHAFTET 5.12.1943 DEPORTIERT AUSCHWITZ ERMORDET 6.2.1944            | Via Santa Margherita, 5 · Villa Gusso ·                                  | Elsa Zamorani wurde am 4. Juni 1883 in Bologna geboren. Ihre Eltern waren Amilcare Zamorani und Emma Sanguinetti. Sie heiratete den Mediziner Achille Guglielmi. Das Paar hatte zwei Söhne, Gino und Gustavo. Die Familie lebte lange Jahre in Bologna und zählte zu den aktiven Mitgliedern der Israelitischen Glaubensgemeinschaft. Im September 1943 kauften sie eine Villa in Castiglione dei Pepoli, einer etwas entlegenen Gemeinde in der Emilia-Romagna, mutmaßlich um Abstand vor den deutschen Besatzern und ihrem antisemitischen Furor zu gewinnen. Die Rechnung ging nicht auf. Im Dezember 1943 wurde Elsa Zamoranis Ehemann verhaftet, er verlor sein Leben in der Haft. Elsa Zamorani lebte fortan mit ihrem Sohn Gino im ersten Stock der Villa, während ihr Sohn Giuseppe mit seiner Ehefrau im zweiten Stock wohnte. Zamorani und ihr Sohn wurden am 3. Januar 1944 verhaftet. Ihr anderer Sohn blieb, weil mit einer sogenannt "arischen" Frau verheiratet, vorerst auf freiem Fuß. Mutter und Sohn wurden zuerst im Gefängnis von Bologna eingesperrt, dann in das San-Vittore-Gefängnis von Mailand überstellt und von dort am 30. Januar 1944 mit Transport Nr. 6 in das Vernichtungslager Auschwitz deportiert. Elsa Zamorani und ihr Sohn wurden unmittelbar nach ihrer Ankunft am 6. Februar 1944 in einer der Gaskammern von Auschwitz ermordet. Ihr anderer Sohn konnte die Shoah überleben. An Elsa Zamorani und ihren Sohn erinnert ein Gedenkstein für die Opfer der Shoah aus Bologna, der von der dortigen Israelitischen Glaubensgemeinde in der Via Mario Finzi errichtet wurde. |

### Jesi
In Jesi wurde ein Stolperstein verlegt.
| Stolperstein | Übersetzung                                                                                             | Verlegeort                               | Name, Leben |
| ------------ | --- | ---------------------------------------- | --- |
|              | HIER WOHNTE GIULIO OTTOLENGHI GEBOREN 1893 VERHAFTET 3.12.1943 DEPORTIERT AUSCHWITZ ERMORDET 23.12.1944 | Via del Prato/Largo Grammercato · Jesi · | Giulio Ottolenghi wurde am 23. Juli 1893 in Jesi geboren. Seine Eltern waren Salvatore Ottolenghi und Terzina Lattes. Im Ersten Weltkrieg kämpfte er als Soldat. Danach lebte er in Mailand und arbeitete als Angestellter. Ottolenghi war mit Ermenegilda Vallan verheiratet. Im Dezember 1943 wurde er aufgrund seiner rassischen Herkunft verhaftet und zuerst im Gefängnis San Vittore von Mailand inhaftiert. Er wurde in das Durchgangslager Fossoli überstellt und von dort am 2. August 1944 mit Transport No. 14 in das Vernichtungslager Auschwitz deportiert. Giulio Ottolenghi kam vier Tage später in Auschwitz an und wurde dort am 23. Dezember 1944 vom NS-Regime ermordet. Der Stolperstein wurde vor jenem nicht mehr existierenden Haus in Jesi angebracht, in dem er Kindheit und Jugend verbrachte. |

### Montottone
In Montottone wurde ein Stolperstein verlegt.
| Stolperstein | Übersetzung                                                                                            | Verlegeort                            | Name, Leben              |
| ------------ | --- | ------------------------------------- | ------------------------ |
|              | HIER WOHNTE MARIO CORRADETTI GEBOREN 1913 VERHAFTET 9.9.1943 DEPORTIERT SANDBOSTEL WIETZENDORF BEFREIT | Corso Vittorio Emanuele, 6 Montottone | Mario Corradetti (1913–) |

### Osimo
In Osimo wurde ein Stolperstein verlegt.
| Stolperstein | Übersetzung                                                                                          | Verlegeort                                | Name, Leben |
| ------------ | --- | ----------------------------------------- | --- |
|              | HIER WOHNTE ANNITA BOLAFFI GEBOREN 1886 VERHAFTET 31.10.1943 DEPORTIERT AUSCHWITZ ERMORDET FEB. 1944 | Piazza del Comune, 1 · Palazzo Comunale · | Annita Bolaffi wurde am 7. August 1886 in Osimo geboren. Ihre Eltern waren Giuseppe Bolaffi und Sandrina Levi. Sie heiratete Leone Latis, geboren am 4. Juni 1886 in Modena. Ihr Mann hatte Rechtswissenschaften studiert, übte den Beruf jedoch nie aus und betätigte sich stattdessen als Kaufmann und Händler. Das Paar hatte zwei Kinder, Giorgio (geboren 1920 in Mailand) und Liliana (geboren 1921 in Modena). Im Herbst 1943 beschloss die Familie in die Schweiz zu flüchten. Nur ihr Sohn Giorgio wollte in Italien bleiben um sich weiterhin am Widerstand zu beteiligten. Er geleitete jedoch seine Eltern und seine Schwestern durch die Berge, bis sie die Grenze überquert hatten. Als er seine Familie in Sicherheit wähnte, kehrte er nach Mailand zurück. Annita Bolaffi, ihr Ehemann und ihre Tochter wurden jedoch von Schweizer Gendarmen aufgegriffen und zurückgeschickt. Die Familie wurde am 31. Oktober 1943 in Brissago-Valtravaglia gefangen genommen, war dann in den Gefängnissen von Varese und Mailand inhaftiert und wurde am 30. Januar 1944 mit Transport Nr. 6 deportiert. Der Transport langte am 6. Februar 1944 im Vernichtungslager Auschwitz an. Annita Bolaffi, ihr Mann und ihre Tochter haben die Shoah nicht überlebt. Giorgio Latis war bis zu den letzten Tagen des NS-Regimes als Partisan tätig. Er wurde im April 1944 verhaftet, konnte jedoch aus einem Mailänder Gefängnis flüchten. Er setzte seine Widerstandstätigkeit fort und beteiligte sich am Aufstand von Turin. Bei der Rückkehr von einer Geheimoperation wurde Giorgio Latis am 26. April 1945 bei einer Straßensperre in Turin gefasst und an Ort und Stelle erschossen. Freunde veröffentlichten nach seinem Tod einige seiner Schriften, sie erschienen bei Frassinelli in Turin. In Mailand erinnert ein weiterer Stolperstein an ihr Schicksal. |

### Ostra Vetere
In Ostra Vetere wurde ein Stolperstein verlegt.
| Stolperstein | Übersetzung                                                                                  | Verlegeort                       | Name, Leben |
| ------------ | -------------------------------------------------------------------------------------------- | -------------------------------- | --- |
|              | HIER WOHNTE GADDO MORPURGO JG. 1920 VERHAFTET 7.12.1943 ERMORDET 5.9.1944 FLUGFELD VON FORLÍ | Via Mazzini, 42 · Ostra Vetere · | Gaddo Morpurgo wurde am 31. März 1920 in Gorizia geboren. Seine Eltern waren Donato Moisè Morpurgo (1878-1965) und Maria Treves (1881-1961). Er hatte einen älteren Bruder, Giulio (1913-1981). Am 7. Dezember 1943 wurde Gaddo Morpurgo in Ostra Vetere verhaftet. Er wurde in Pesaro gefangen gehalten und am 5. September 1944 in Forlì ermordet. An diesem Tag brachte die SS zehn Männer und sieben Frauen jüdischer Herkunft auf ein Flugfeld, welches von der Guardia Nazionale Repubblicana bewacht wurde. Die Männer wurden an Ort und Stelle erschossen, die Frauen zwölf Tage später. Sein Bruder nannte seinen ersten Sohn, geboren 1947, Gaddo. Dieser wurde Architekt. |

### San Severino Marche
In San Severino Marche wurde ein Stolperstein verlegt.
| Stolperstein | Übersetzung                                                                              | Verlegeort                               | Name, Leben                 |
| ------------ | ---------------------------------------------------------------------------------------- | ---------------------------------------- | --------------------------- |
|              | HIER WOHNTE DAVID BIVASH GEBOREN 1890 VERHAFTET 30.11.1943 DEPORTIERT AUSCHWITZ ERMORDET | Via Ponte Vecchio, 4 San Severino Marche | David Bivash (1890–1943/45) |

## Verlegedaten
Die Stolpersteine in diesen Regionen wurden an folgenden Tagen verlegt:
- 12. Januar 2017: Ancona (Corso Giovanni Amendola 51) und Ostra Vetere[76]
- 11. Januar 2018: Ancona (Via Astagno, Via Isonzo, Via Santa Margherita)
- 17. Januar 2019: Ancona (Via Astagno 18, Via Bernabei 12, Corso Garibaldi 28, Piazza Cavour 10)
- 8. Januar 2020: Ancona (Via della Loggia, Corso Garibaldi, Via Goito, Via Fornaci und Via Beccheria)
- 27. Januar 2020: Jesi (ohne Gunter Demnig)
- 29. Januar 2020: Osimo (ohne Gunter Demnig)
- 8. Dezember 2022: Montottone
- 27. Januar 2024: Ancona (Via Esino 90, Corso Carlo Alberto 68, Corso Garibaldi 40, Via Volturno 2), San Severino Marche

Der Stolperstein von Osimo wurde in Anwesenheit von Manuela Rossi und Natalia Latis verlegt, erstere ist die Präsidentin der Jüdischen Gemeinde von Ancona, Natalia Latis ist eine  Enkeltochter von Annita Bolaffi. Auch der Bürgermeister, Simone Pugnaloni, sprach während der Zeremonie.